# À l'aventure
Pour plus de détails, voir Fiche technique et Distribution.
À l'aventure est un film français réalisé par Jean-Claude Brisseau en 2008, sorti le 1er avril 2009.

Avec Choses secrètes (2002) et Les Anges exterminateurs (2006), il forme une trilogie consacrée à la sexualité féminine.

## Synopsis
Lasse de son actuel mode de vie, une jeune femme décide de tout quitter. Elle fait alors des rencontres qui l’amèneront vers de nouveaux plaisirs charnels et philosophiques. Elle croise un futur psychiatre qui lui présente une patiente fréquentant un couple dominateur. L'utilisation de l'hypnose va modifier les relations du groupe et les amener au seuil du fantastique.

## Fiche technique
- Titre : À l'aventure
- Réalisation et scénario : Jean-Claude Brisseau, assisté de Dorothée Sebbagh
- Directeur de la photographie : Wilfrid Sempé
- Montage image, décors et costumes : María Luisa García
- Son : Georges Prat, Cyril Jégou
- Mixage : Mélissa Petitjean
- Effets spéciaux : Patrick Gentils
- Musique : Jean Musy (Éditions musicales Amplitude)
- Production : Frédéric Niedermayer
- Société(s) de production : Moby Dick Films, La sorcière rouge
- Pays : France
- Durée : 90 minutes
- Date de sortie :
  -  France : 1er avril 2009
- Classification :
  -  France : interdit aux moins de 12 ans avec avertissement[1]

## Distribution
- Carole Brana : Sandrine
- Arnaud Binard : Greg
- Nadia Chibani : Mina
- Lise Bellynck : Sophie
- Étienne Chicot : le vieux / l'homme sur le banc
- Estelle Galarme : Françoise
- Frédéric Aspisi : Jérôme - l'architecte
- Jocelyn Quivrin : Fred
- Michèle Larue : la mère de Sandrine